# Only One (BoAの曲)
「Only One」(オンリー・ワン) は、BoAの33枚目のシングル。2013年2月27日にavex traxから発売された。
CD+DVD、CDの2形態で発売。

## 概要
前作「Milestone」から約1年2ヶ月ぶりのシングル。韓国で発売されたオリジナルアルバム『Only One』のタイトル曲「Only One」と「The Shadow」の日本語ver.を収録。
「Only One」はBoA自身が作詞作曲を手がけたセルフプロデュース曲。
両形態購入者には「Only One (Music Video -Dance Ver.-)」のDVDをプレゼント。

## 収録曲
CD
1. Only One
作詞・作曲：BoA 日本語詞：Sara Sakurai
  - テレビ東京系「たけしのニッポンのミカタ!」テーマソング
  - 「music.jp」 TV-CFソング
2. The Shadow
作詞：BoA 日本語詞：Sara Sakurai、作曲：Kenzie
  - フジテレビ「ウチくる!?」2〜3月度エンディングテーマ
3. Only One (Inst.)
4. The Shadow (Inst.)

DVD
1. Only One (Music Video)
2. The Shadow (Music Video)
3. Only One (Making)
4. The Shadow (Making)